# Kim Beazley
Kim Christian Beazley, AC (nascido em 14 de dezembro de 1948, Perth, Austrália), é um político australiano que atualmente serve como governador da Austrália Ocidental. Ele foi também vice primeiro-ministro e Líder da Oposição, servindo ainda em várias funções ministeriais nos governos Bob Hawke e Paul Keating, antes de ser Embaixador nos Estados Unidos.

## Biografia
Beazley nasceu em Perth, filho do político Kim Beazley. Ele estudou na University of Western Australia e no Balliol College, Oxford, como Rhodes Scholar. Depois de um período como professor na Universidade Murdoch, Beazley foi eleito para o Parlamento nas eleições de 1980. O primeiro-ministro Bob Hawke nomeou Beazley para o Gabinete após a vitória do Partido Trabalhista nas eleições de 1983, e Beazley serviu como ministro continuamente até a derrota do partido nas eleições de 1996. Seus papéis incluíam Ministro da Defesa de 1984 a 1990, Líder da Câmara de 1988 a 1996, Ministro das Finanças de 1993 a 1996 e Vice-Primeiro Ministro de 1995 a 1996.
Após a derrota do Partido Trabalhista em 1996, Beazley foi eleito sem oposição como Líder Trabalhista, substituindo Paul Keating. Apesar de ganhar o voto popular nas eleições de 1998, Beazley não conseguiu conquistar assentos suficientes para formar governo, e após uma segunda derrota em 2001, renunciou à liderança. Ele tentou duas vezes retornar à liderança, fazendo isso em 2005, depois que o Partido Trabalhista perdeu a eleição de 2004, mas foi desafiado com sucesso por Kevin Rudd em dezembro de 2006, após pesquisas de opinião ruins. Beazley se aposentou do Parlamento nas eleições de 2007, vencido pelos trabalhistas.
Em 2009, Beazley foi nomeado Companheiro da Ordem da Austrália (AC) por seu serviço ao Parlamento australiano. Foi nomeado professor na Universidade da Austrália Ocidental, ensinando política, políticas públicas e relações internacionais. Ele também atuou como chanceler da Universidade Nacional Australiana durante o ano de 2009. Em 2010 foi nomeado embaixador nos Estados Unidos, pelo primeiro-ministro Kevin Rudd. Em sua função como embaixador, ele promoveu o livre comércio global por meio da Parceria Transpacífica e se opôs ao protecionismo. Ele ocupou esse cargo até o início de 2016.
Em setembro de 2017, foi relatado que Beazley era a escolha favorita do primeiro-ministro da Austrália Ocidental, Mark McGowan, para substituir Kerry Sanderson como governador da Austrália Ocidental no ano seguinte. Em 3 de abril de 2018, McGowan confirmou que, seguindo seu conselho, Isabel II, Rainha da Austrália, havia aprovado Beazley para substituir Sanderson. Beazley foi empossado governador em 1º de maio.
Beazley foi nomeado presidente do Conselho do Memorial de Guerra Australiano em 2 de dezembro de 2022. Nessa função, ele continuou a falar sobre questões de defesa da Austrália. Ele apoiou fortemente o progresso na parceria de segurança AUKUS, argumentando que os submarinos movidos a energia nuclear "valerão a pena esperar" e defendendo aprovações mais rápidas para a exportação de materiais nucleares. Beazley expressou preocupação de que sucessivos governos australianos tenham "deixado a bola cair" nos gastos com defesa desde o fim da Guerra Fria. Ele argumentou que mais US$ 5 a US$ 8 bilhões em gastos militares eram necessários anualmente para garantir que a Austrália pudesse se defender adequadamente.
Beazley tem três filhas. Seu casamento com Mary Ciccarelli, de 1974 a 1988, trouxe Jessica e Hannah. Ele se casou com Susie Annus em 1990 e eles criaram sua filha Rachel. Sua filha Hannah Beazley foi eleita para a cadeira de Victoria Park na Assembleia Legislativa da Austrália Ocidental em 2021.

### Livros e monografias
- Beazley, Kim C.; Clark, Ian (1979). The politics of intrusion: the super powers and the Indian Ocean. Sydney: Alternative Publishing Cooperative Verifique o valor de |name-list-format=amp (ajuda)
- Beazley, Kim (1989). Australia and Asia: our strategic neighbourhood. Sydney: Research Institute for Asia and the Pacific, University of Sydney
- — (1997). 'New images': an Australian perspective. London: Sir Robert Menzies Centre for Australian Studies, Institute of Commonwealth Studies

### Ensaios, relatórios e outras contribuições
- Beazley, Kim E. (2009). Father of the house: the memoirs of Kim E. Beazley. Annotations by Kim C. Beazley and John Bond. North Fremantle, W.A.: Fremantle Press
- Dean, Peter J., ed. (2013). Australia 1942: in the shadow of war. Foreword by Kim Beazley. Melbourne: Cambridge University Press. ISBN 9781107032279
- Beazley, Kim (Mar 2018). «Without America». Correspondence. Quarterly Essay. 69: 125–129